# محمد الأوسط بن علي
محمد بن علي بن أبي طالب الهاشمي القرشي المعروف بـ«محمد الأوسط» و «هلال بن علی»، هو ابن أمير المؤمنين علي بن أبي طالب، وأمّه أمامة بنت أبي العاص بن الربيع ابنة زينب بنت النبي محمد.

## حياته
هو محمد بن علي بن أبي طالب بن عبد المطلب بن هاشم بن عبد مناف، ويُعرف بـ«محمد الأوسط» تميزًا عن أخويه محمد الأكبر ومحمد الأصغر. أُمه أمامة بنت أبي العاص بن الربيع، وأُمها زينب بنت رسول الله، وذكر ابن فندق أن أم محمد الأوسط هي خولة بنت يربوع، إذ قال: «خولة بنت يربوع، وقيل لها منه عمر الأصغر ومحمد الأوسط»، وذكر أيضًا أن أمامة أنجبت لعلي ابن اسمه «عبد الرحمن» فقط، ولكن يُرجح محمد صادق الكرباسي أن أمامة أنجبت لعلي عبد الرحمن ومحمد الأوسط، فيكونان شقيقان، كما ورد في بعض المصادر أن أمامة تزوجت بعد علي من المغيرة بن نوفل فأنجبت له «يحيى»، فهو أخو محمد لأمه.
وعلى رأي آخر، ذكر بعض النسابة والمؤرخين أنها لم تلد لا لعلي ولا للمغيرة حسب ما نقل السيّد جعفر مرتضى العاملي وغيره، وقال الزبير بن بكار بذلك أيضًا، وقيل إنما أرادوا بذلك العقب المستمر، فقد قال محمد صادق الكرباسي: «ولكن تصريح مجموعة كبيرة من المؤرخين يدحض ذلك، وربما أريد بذلك العقب أي انها لم تعقب لا لعلي ولا للمغيرة حيث قال الزبير: ليس لزينب عقب وهذا يصدق لأن محمدًا الأوسط لم يكن من المعقبين من  ولد علي  ولا عبد الرحمان، ولا يحيى بن المغيرة».
ذكر محمد صادق الكرباسي في كتابه «دائرة المعارف الحسينية» أن محمدًا ولد في المدينة المنورة سنة 12 هـ، كما ورد أنه كان ملازمًا لأخيه الحسن بعد مقتل والده، وبعدها لازم أخوه الحسين وصحبه إلى كربلاء، ورُوي أنه شارك وقتل فيها سنة 61 هـ، وذكره علي النمازي الشاهرودي في عداد شهداء الطف. ويُنقل عن ابن الأميني أن محمد الأوسط وأخوه محمد الأصغر برزا معًا وقتلا.
وجاء في كتابيّ «ذخيرة الدارين»، و«وسيلة الدارين» أن محمدًا تقدم إلى القتال بعد أخوه عون بن علي، فاستاذن من الحسين فأذن له، فبرز وهو يرتجز ويقول:
حتى قُتل. وقد نفى البعض انتساب هذه الأبيات إلى محمد الأوسط، فيقول محمد صادق الكرباسي: «ومن الغريب أن الزنجاني نسب إليه الرجز الذي أوله: «شيخي علي ذو الفخار الأطول»، رغم أن أرباب المقاتل نسبه إلى عبد الله الأصغر ابن علي بن أبي طالب  ... وقد ناقض نفسه بنفسه حين أورد الرجز السابق في مكان آخر من كتابه منسوباً إلى أخيه أبي بكر بن علي ».
يُنسب إليه مرقد في إيران باسم «مرقد هلال العلي»، بُني أيام السلاجقة والصوفية، ويُخصص له يوم 21 من شهر رمضان للزيارة.